# Stomatodex
Stomatodex – rodzaj roztoczy z rzędu Trombidiformes i rodziny nużeńcowatych.
Zwierzęta te spotykane są w tkankach i wydzielinie gardła i przełyku żywicieli. Do ich poznanych gospodarzy należą pałaneczka gruboogonowa (torbacz z rodziny drzewnicowatych), galago akacjowy (naczelny z rodziny galagowatych) i nietoperze – bruzdonosy z rodziny bruzdonosowatych oraz mopek zachodni, nocek duży i nocek łydkowłosy z rodziny mroczkowatych.
Przedstawiciele rodzaju podawani są z Wielkiej Brytanii, Belgii, Rwandy, DR Konga i Australii.
Takson ten wprowadzony został w 1959 roku przez Alexa Faina, jako monotypowy, z S. galagoensis jako jedynym gatunkiem. W 1960 roku autor ten opisał dwa kolejne jego gatunki. Czwarty gatunek opisany został w 1991 roku przez Clifforda E. Descha. W sumie do rodzaju tego należą:
- Stomatodex cercarteti Desch, 1991
- Stomatodex corneti Fain, 1960
  - Stomatodex corneti corneti Fain, 1960
  - Stomatodex corneti myotis Fain, 1960
- Stomatodex galagoensis Fain, 1959
- Stomatodex rousetti Fain, 1960